# アスプルンド空間
数学の、特に函数解析学の分野におけるアスプルンド空間（アスプルンドくうかん、英: Asplund space）あるいは強微分可能性空間（strong differentiablity space）は筋の良いバナッハ空間の一種である。アスプルンド空間は、バナッハ空間上のリプシッツ函数のフレシェ微分可能性に興味を持った数学者エドガー・アスプルンドによって1968年に導入された。

## 同値な定義
バナッハ空間 X がアスプルンド空間であることの定義には、以下のような同値なものが存在する：
- X がアスプルンド空間であるための必要十分条件は、X のすべての可分部分空間 Y が可分な連続双対空間 Y∗ を持つことである。
- X がアスプルンド空間であるための必要十分条件は、X の任意の開凸部分集合 U 上のすべての連続凸函数が、U のある稠密 Gδ-部分集合の点においてフレシェ微分可能であることである。
- X がアスプルンド空間であるための必要十分条件は、その双対空間 X∗ がラドン＝ニコディム性を持つことである。この性質は Namioka & Phelps によって1975年に、Stegall によって1978年に証明された。
- X がアスプルンド空間であるための必要十分条件は、その双対空間 X∗ のすべての空でない有界部分集合が、任意の小さい直径の弱 * スライスを持つことである。
- X がアスプルンド空間であるための必要十分条件は、その双対空間 X∗ のすべての空でない弱 * コンパクト凸部分集合が、その弱 * 強暴露点（exposed points）の弱 * 閉凸包であることである。1975年に Huff & Morris は、この性質は双対空間 X∗ のすべての有界閉凸部分集合がその極点の閉凸包であるという事実と同値であることを示した。

## アスプルンド空間の性質
- アスプルンド空間の類は、位相同型写像の下で閉じている。すなわち、X と Y がバナッハ空間で、X がアスプルンド空間であり、X が Y と位相同型なら、Y もまたアスプルンド空間である。
- アスプルンド空間のすべての閉線型部分空間はアスプルンド空間である。
- アスプルンド空間のすべての商空間はアスプルンド空間である。
- アスプルンド空間の類は拡大の下で閉じている。すなわち、X がバナッハ空間で、Y が X のアスプルンド部分空間であり、商空間 X ⁄ Y がアスプルンド空間であるなら、X もアスプルンド空間である。
- アスプルンド空間のある開部分集合上のすべての局所リプシッツ函数は、その定義域のある稠密部分集合の点においてフレシェ微分可能である。この結果は1990年にデビッド・プレイス（英語版）によって証明され、最適化理論において頻繁に応用されている。
- アスプルンドの1968年の原著論文で示された次の定理は、なぜアスプルンドでない空間が badly behaved であるかを示す良い例である：X がアスプルンド空間でないなら、X のすべての点においてフレシェ微分可能とならない X 上の同値ノルムが存在する。
- 1976年に Ekeland & Lebourg は、X が原点を避けてフレシェ微分可能である同値ノルムを持つバナッハ空間であるなら、X はアスプルンド空間であることを示した。しかし1990年に Haydon は、原点を避けてガトー微分可能である同値ノルムを持たないアスプルンド空間の例を示した。